# Prefectura d'Ehime
La Prefectura d'Ehime (愛媛県, Ehime-ken) és una prefectura del Japó situada a l'illa i regió de Shikoku. A data de juny de 2019, la prefectura d'Ehime tenia 1.342.011 habitants i una extensió total de 5.676 km². La prefectura d'Ehime limita amb la prefectura de Kagawa al nord-est, amb la prefectura de Tokushima a l'est i amb la prefectura de Kochi al sud-est.
La ciutat de Matsuyama és la capital i ciutat més poblada d'Ehime, així com de la regió de Shikoku. Altres ciutats importants de la prefectura són Imabari, Niihama i Saijō.

## Geografia
Localitzat en la part nord-oest de Shikoku, Ehime fa costa amb la mar interior de Seto al nord i limita amb les prefectures de Kochi, Kagawa i Tokushima al sud i a l'est. El relleu de la prefectura es diferencia en dues parts ben diferenciades, una la de l'interior, muntanyosa i la de costa, amb moltes illes a la mar interior de Seto. El territori més occidental d'Ehime, la península de Sadamisaki, és la península més estreta del Japó. A data de l'1 d'abril de 2012, el 7 percent del territori total d'Ehime estava declarat com a parc natural, com els parcs nacionals d'Ashizuri-Uwakai i Setonaikai; el parc quasi nacional d'Ishizuchi i altres set parcs naturals prefecturals.

### Regions
Actualment a Ehime, existeixen tres regions o divisions administratives de caràcter subprefectural i oficialitzades pel govern prefectural. Aquestes tres regions es basen en l'antiga divisió de la ja desapareguda província d'Iyo i duen el seu nom.
| # | # | Regió          | Regió    | Capital   | Capital  | Divisió d'Ehime |
| # | # | Català         | Japonés  | Català    | Japonés  | Divisió d'Ehime |
| 1 |   | Regió de Tōyo  | 東予地方 | Saijō     | 西条市   | Divisió d'Ehime |
| 2 |   | Regió de Chūyo | 中予地方 | Matsuyama | 松山市   | Divisió d'Ehime |
| 4 |   | Regió de Nanyo | 南予地方 | Uwajima   | 宇和島市 | Divisió d'Ehime |

## Història
Fins a l'era Meiji, el territori comprés per l'actual prefectura d'Ehime era conegut com a la província d'Iyo. Des d'abans del període Heian, l'àrea estava majoritàriament poblada per pescadors i mariners que, durant la història, han tingut un paper molt important a l'hora de defensar el Japó contra els pirates i invasors mongols.
Després de la batalla de Sekigahara, el shogun Tokugawa va entregar la zona als seus aliats, incloent a Katō Yoshiaki, qui construí el castell de Matsuyama, formant la base per a l'actual ciutat de Matsuyama.
El nom de la prefectura, Ehime, prové del mite de la fundació del Japó per Izanami i Izanagi, comprés al kojiki i on la província d'Iyo és anomenada Ehime, en català "princesa d'amor".

## Política i govern

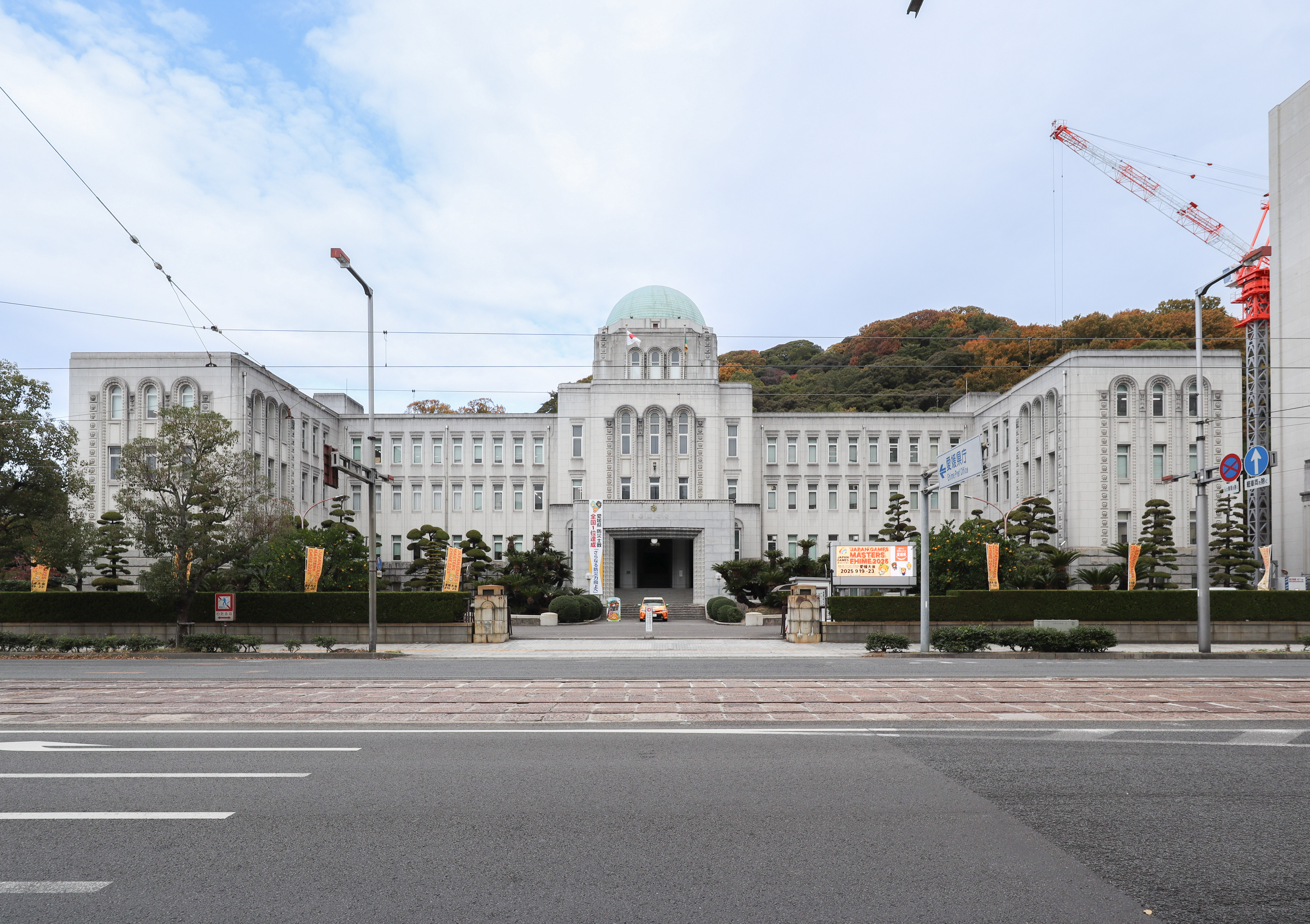
Seu del govern d'Ehime

### El Governador
En aquesta taula només es reflecteixen els governadors democràtics, és a dir, des de l'any 1947.
| Governador         | Inici del mandat | Fi del mandat | Partit | Partit |
| Shigetomi Aoki     | 1947             | 1951          |        | PDE    |
| Sadatake Hisamitsu | 1951             | 1971          |        | PLD    |
| Haruki Shiraishi   | 1971             | 1987          |        | PLD    |
| Sadayuki Iga       | 1987             | 1999          |        | Ind    |
| Moriyuki Kato      | 1999             | 2010          |        | Ind    |
| Tokihiro Nakamura  | 2010             | -             |        | Ind    |

### L'Assemblea Prefectural
| Partit | Partit                                 | Partit  | Membres |
| ------ | -------------------------------------- | ------- | ------- |
|        | Partit Liberal Democràtic              | PLD     | 18 / 47 |
|        | Partit Liberal Democràtic-Independents | PLD-Ind | 11 / 47 |
|        | Partit de la Restauració d'Ehime       | PRE     | 7 / 47  |
|        | Grup Liberal d'Ehime                   | PDC-PSD | 4 / 47  |
|        | Kōmeitō                                | KMT     | 2 / 47  |
|        | Partit Comunista del Japó              | PCJ     | 1 / 47  |
|        | Finestres Ciutadanes en Xarxa          | Ind     | 1 / 47  |
|        | Independents                           | Ind     | 3 / 47  |
|        | Escons vacants                         |         | 0 / 47  |

## Relacions internacionals
- Dalian, RPX.[7]
- Província de Liaoning, RPX.[7]
- Colúmbia Britànica, Canadà.[7]
- Estat de Queensland, Austràlia.[7]
- Nova Gal·les del Sud, Austràlia.[7]
- Hawaii, EUA.[7]